# Ababel Yeshaneh
Ababel Yeshaneh Birhane (né le 22 juillet 1991) est une athlète éthiopienne spécialiste des courses de fond, détenant le record du monde du semi-marathon pour les femmes sur course mixte depuis le 21 février 2020, avec un temps de 1 h 4 min 31 s.

## Biographie
Courant en Éthiopie, elle rejoint le club de sport des Forces de défense éthiopiennes. En 2011, elle commence à concourir en dehors de son pays, avec par une victoire au semi-marathon de Vadodara en Inde[réf. nécessaire]. Elle enchaîne avec une victoire au Stramilano en 1 h 9 min 54 s, puis termine deuxième du semi-marathon de Nice quelques semaines plus tard. Elle fait ses débuts au marathon en novembre cette année-là, se classant sixième au marathon de Turin avec un temps de 2 h 34 min 36 s. Elle court avec parcimonie en 2012, même si elle établit un record de piste[Lequel ?] sur 5000 mètres en 15 min 17 s 05. 
Ababel termine troisième au marathon de Milan en avril 2013, établissant un nouveau record personnel de 2 h 33 min 10 s,. Mais c'est sur la piste qu'elle fait son effet, lors de la réunion Golden Spike Ostrava. Elle participe à la course de 10 000 mètres la plus compétitive de la saison et réalise un temps de 30 min 35 s 91 pour la quatrième place, cinquième meilleur temps mondial cette année-là. Ses performances lui valent une place dans l'équipe éthiopienne pour les Championnats du monde d'athlétisme 2013, après que la meneuse mondiale Meseret Defar décide de se concentrer sur le 5 000 m. Ainsi, dans la finale des 10 000, elle reste dans le peloton de tête jusqu'à la mi-course, avant de prendre la neuvième place du classement général lors de ses débuts internationaux,. 
Sa première médaille internationale arrive aux Championnats d'Afrique de cross-country en 2014. Elle termine sixième dans la course féminine, ce qui lui vaut une médaille d'argent au sein de l'équipe féminine éthiopienne dirigée par Tadelech Bekele. Après cela, elle revient aux courses sur routes, terminant quatrième au Semi-Marathon du Portugal. Début 2015, elle remporte le semi-marathon de Doha.
Ababel Yeshaneh a établi un record du monde du semi-marathon le 21 février 2020 à Ras el Khaïmah avec un temps de 1 h 4 min 31 s,.

## Palmarès
Statistiques de Ababel Yeshaneh d'après l'Association internationale des fédérations d'athlétisme (IAAF) :
| Date              | Compétition                             | Lieu           | Place | Épreuve       | Temps           |
| ----------------- | --------------------------------------- | -------------- | ----- | ------------- | --------------- |
| 12 mars 2011      | 10 000 m d'Addis-Abeba                  | Addis-Abeba    | 2e    | 10 000 m      | 34 min 10 s 00  |
| 27 mars 2011      | Stramilano                              | Milan          | 1re   | Semi-marathon | 1 h 9 min 54 s  |
| 27 juin 2013      | Ostrava Golden Spike                    | Ostrava        | 4e    | 10 000 m      | 30 min 35 s 91  |
| 11 août 2013      | Championnats du monde d'athlétisme 2013 | Moscou         | 9e    | 10 000 m      | 32 min 2 s 09   |
| 9 janvier 2015    | Semi-marathon de Doha                   | Doha           | 1re   | Semi-marathon | 1 h 11 min 11 s |
| 3 janvier 2016    | Semi-marathon de Adana                  | Adana          | 1re   | Semi-marathon | 1 h 9 min 36 s  |
| 20 novembre 2016  | Semi-marathon de New Delhi              | New Delhi      | 2e    | Semi-marathon | 1 h 7 min 52 s  |
| 19 novembre 2017  | Semi-marathon de New Delhi              | New Delhi      | 2e    | Semi-marathon | 1 h 7 min 21 s  |
| 8 avril 2018      | Semi-marathon d'Istanbul                | Istanbul       | 1re   | Semi-marathon | 1 h 6 min 22 s  |
| 16 septembre 2018 | Semi-marathon de Copenhague             | Copenhague     | 2e    | Semi-marathon | 1 h 5 min 46 s  |
| 21 octobre 2018   | Semi-marathon de New Delhi              | New Delhi      | 5e    | Semi-marathon | 1 h 7 min 49 s  |
| 7 décembre 2018   | Marathon d'Abu Dhabi                    | Abou Dhabi     | 1re   | Marathon      | 2 h 20 min 16 s |
| 21 octobre 2018   | Semi-marathon de Buenos Aires           | Buenos Aires   | 1re   | Semi-marathon | 1 h 7 min 44 s  |
| 21 février 2020   | Semi-marathon de Ras el Khaimah         | Ras el Khaimah | 1re   | Semi-marathon | 1 h 4 min 31 s  |
| 18 avril 2022     | Marathon de Boston                      | Boston         | 2e    | Marathon      | 2 h 21 min 5 s  |

## Records personnels
Statistiques de Ababel Yeshaneh d'après l'Association internationale des fédérations d'athlétisme (IAAF) :
| Épreuve       | Performance     | Date            | Lieu           |
| ------------- | --------------- | --------------- | -------------- |
| 3 000 m       | 8 min 49 s 45   | 9 mai 2014      | Doha           |
| 5 000 m       | 14 min 41 s 58  | 22 mai 2016     | Rabat          |
| 10 000 m      | 30 min 35 s 91  | 27 juin 2013    | Ostrava        |
| 10 km         | 31 min 26 s     | 4 août 2018     | Cape Elizabeth |
| Semi-marathon | 1 h 4 min 31 s  | 21 février 2020 | Ras el Khaimah |
| Marathon      | 2 h 20 min 51 s | 13 octobre 2019 | Chicago        |